# Dorika senegalensis
Dorika senegalensis är en fjärilsart som beskrevs av Achille Guenée 1852. Dorika senegalensis ingår i släktet Dorika och familjen nattflyn. Inga underarter finns listade i Catalogue of Life.